# RWDM Girls
RWDM Girls is een Belgische voetbalclub uit Sint-Jans-Molenbeek, die ook met een aantal vrouwenploegen in een competitie komt. De vrouwenploegen zijn een onderdeel van voetbalclub RWDM, die bij KBVB is aangesloten met stamnummer 9612. 

## Ontstaan
In 2010 gaf Ramzi Bouhlel (sportmanager) voetballessen aan jongens en meisjes als sportanimator. Omdat er geen vrouwelijke voetbalclubs waren in Sint-Jans-Molenbeek organiseerde hij wedstrijden tussen de scholen. Hij had al snel 40 meisjes die in een echte club wouden spelen. Er waren op dat ogenblik nog maar 3 vrouwenploegen. Hij begon 12 meisjes te trainen, een of twee keer per week op de infrastructuur van de Academie Jeunesse Molenbeek. Toen werd de eerste molenbeekse club opgericht genaamd FC Jeunesse Molenbeek. Op dat moment speelde ze tegen jongensploegen. Op het einde van het seizoen, in 2013, besloot Ramzi samen met zijn vrouw en enkele vrijwilligers FC Molenbeek Girls op te richten. Ze schreven drie teams in U13, U16 en een damesteam in derde provinciale.
Voor het recreatieve deel hebben ze een U9 en U11 team opgericht. Dat jaar hadden ze zo een 40 meisjes en werd hun damesteam gepromoveerd naar 2de provinciale. Hij kende de voorzitter van RWDM, Thierry Dailly. Hij vroeg hem of ze de truitjes mochten gebruiken van RWDM. Eerst mocht dit niet door juridische problemen, maar uiteindelijk kon RWDM toch RWDM Girls oprichten. Ze behielden het nummer en mochten alles gebruiken. Het jaar daarop speelden ze als RWDM Girls, op hun terreinen in Edmond Machtens Stadion. De club had meer dan 200 meisjes, ze gingen van 2de provinciale naar eerste provinciale. Dit jaar (2022) is hun 5e seizoen onder deze naam met meer dan 300 meisjes, een futsalteam in Divisie 1, drie damesteams, een team van moeders. ze zijn de enige vrouwenclub in België (300 speelsters) die zowel sportieve ambitie en sociale integratie nastreeft.

## Missie en Visie
RWDM Girls is een voetbalclub voor meisjes en vrouwen in Molenbeek. Ze zijn een voetbalclub met een dubbele ambitie. De eerste ambitie is dat ze alles meisjes en vrouwen de mogelijkheid moeten krijgen om te voetballen, om zich te ontplooien in het leven en om een vrijetijdsactiviteit te hebben die betekenisvol is. Ongeacht hun afkomst of socio-economische achtergrond. De tweede ambitie dat ze hebben is dat ze mooie sportieve prestaties willen neerzetten, zodat spelen en trainen op hoger niveau voor iedereen met talent bereikbaar is.

## Selectie 2021-2022
| Keepster               | Nummers |
| ---------------------- | ------- |
| Alaba Jonathan         | 1       |
| Patrycja Matwiejczuk   | 22      |
| Verdedigers            |         |
| Manon Neyt             | 2       |
| Esra Bostan            | 3       |
| Imane El Rhifari       | 4       |
| Sarah Dellevoet        | 14      |
| Asmae Essardaoui       | 15      |
| Lucille D'Hont         | 16      |
| Clarisse Deveen        | 17      |
| Hibo Ahmed             | 21      |
| Middenvelders          |         |
| Maiza Da Silva Fonseca | 6       |
| Firdes Necipoglu       | 10      |
| Gloria Mielniczuk      | 23      |
| Aanvallers             |         |
| Pure Eke               | 7       |
| Syrine Boucekine       | 9       |
| Rania Boudarga         | 11      |
| Ofélie Huarez          | 12      |
| Salma Bouzzedi         | 13      |
| Sarah Bouziri          | 18      |
| Soraya El Bouzid       | 19      |
| Rhizlaine Zekkouri     | 20      |

## Resultaten (Dames)
| Seizoen   | Klasse | Klasse | Klasse  | Klasse | Klasse | Klasse | Reeks                   | Punten | Opmerkingen                                      |
|           | SL     | N1     | IP (N2) | P.I    | P.II   | P.III  |                         |        |                                                  |
| --------- | ------ | ------ | ------- | ------ | ------ | ------ | ----------------------- | ------ | ------------------------------------------------ |
| 2016/2017 |        |        |         |        | 2      |        | Tweede prov. Brabant B. | 59     | Promotie                                         |
| 2017/2018 |        |        |         | 5      |        |        | Eerste prov. Brabant    | 33     |                                                  |
| 2018/2019 |        |        |         | 11     |        |        | Eerste prov. Brabant    | 13     |                                                  |
| 2019/2020 |        |        |         | 8      |        |        | Eerste prov. Brabant    | 22     |                                                  |
| 2020/2021 |        |        |         | -      |        |        | Eerste prov. Brabant    | -      | Competitie stopgezet door corona na 3 speeldagen |
| 2021/2022 |        |        |         | 1      |        |        | Eerste prov. Brabant    | 59     | Kampioen                                         |
| 2022/2023 |        |        | 4       |        |        |        | Interprovinciale B      | 55     |                                                  |
| 2023/2024 |        |        | 3       |        |        |        | Interprovinciale A      | 46     |                                                  |
| 2024/2025 |        |        | 5       |        |        |        | Interprovinciale A      | 36     |                                                  |
| 2025/2026 |        |        |         |        |        |        | Interprovinciale A      |        |                                                  |